# Lepidoniscus germanicus
Lepidoniscus germanicus is een pissebed uit de familie Philosciidae. De wetenschappelijke naam van de soort is voor het eerst geldig gepubliceerd in 1896 door Verhoeff.